# The Jam
The Jam var et engelsk rockband, der var aktive i perioden fra slutningen af 1970'erne til starten af 1980'erne. Bandet kom frem samtidig med fremkomsten af punkbølgen, og havde med sin hurtige musik og attitude som "vrede unge mænd" en del lighedspunkter med andre punkbands. Bandets medlemmer var imidlertid i starten nydeligt klædt i jakkesæt, ligesom bandets musik indeholdt en række elementer fra blandt andet The Beatles, Motown og britisk populærmusik fra 1960'erne, og The Jam placerede sig dermed som eksponent for genoplivningen af mod-subkulturen.
The Jam havde 18 Top 40 singler i træk på de britiske hitlister fra bandets debut i 1977 til 1982, herunder 4 nr. 1 hits. 
Bandet bestod af Paul Weller (guitar og vokal), Bruce Foxton (basguitar) og Rick Buckler (trommer). Oprindeligt var yderligere en guitarist, Steve Brooks, men denne forlod bandet forinden udgivelsen af The Jams debutsingle In the City fra april 1977. 
Weller opløste bandet i 1982, hvorefter han dannede The Style Council. Foxton og Buckler fortsatte i andre projekter (bl.a. Stiff Little Fingers) og de to har siden 2007 spillet sammen i "From the Jam", der spiller The Jams gamle numre. Paul Weller har afvist enhver snak om en gendannelse af The Jam, og har i den forbindelse udtalt, at genforeninger er "triste" og at "Mig og mine børn skulle have mistet alt og sulte i rendestenen førend jeg ville overveje det, og det kommer næppe til at ske.

## Diskografi

### Studiealbum
- In the City (1977) #20 UK
- This Is the Modern World (1977) #22 UK
- All Mod Cons (1978) #6 UK
- Setting Sons (1979) #4 UK, #137 US
- Sound Affects (1980) #2 UK, #72 US
- The Gift (1982) #1 UK, #82 US

### Livealbum
- Dig the New Breed (1982) #2 UK, #131 US
- Live Jam (1993) #25 UK
- The Jam at the BBC (2002) #33 UK

### Opsamlingsalbum
- Snap! (1983) #2 UK
- Compact Snap! (1985)
- All The Choice Cuts (1990)
- Greatest Hits (1991) #2 UK
- Extras (1992) #15 UK
- Wasteland (1992)
- Beat Surrender (1993)
- The Jam Collection (1996)
- The Master Series (1997)
- The Very Best of The Jam (1997) #9 UK
- The Sound of the Jam (2002) #3 UK
- The Best Of The Jam – The Millennium Collection (20th Century Masters) (2003)
- Gold (2005)
- The Jam Story (2006)

### Singler
- In the City (1977)
- All Around the World (1977)
- The Modern World (1977)
- News of the World (1978)
- David Watts/A Bomb in Wardour Street (dobbelt A-side) (1978)
- Down in the Tube Station at Midnight (1978)
- Strange Town (1979)
- When You're Young (1979)
- The Eton Rifles (1979)
- Going Underground / Dreams of Children (dobbelt A-side) (1980)
- Start! (1980)
- That's Entertainment (1981)
- Funeral Pyre (1981)
- Absolute Beginners (1981)
- Town Called Malice / Precious (dobbelt A-side) (1982)
- Just Who Is the 5 O'Clock Hero? (1982)
- The Bitterest Pill (I Ever Had to Swallow) (1982)
- Beat Surrender (1982)

### Video & DVD
- Trans Global Unity Express (1983)
- The Very Best Of The Jam (1997)
- The Complete Jam On Film 1977-1982 (2002)